# Bereitschaft Dr. Federau
Bereitschaft Dr. Federau ist eine siebenteilige Fernsehserie von 1988 nach einem Drehbuch von Karlheinz Klimt. Regie führte Horst Zaeske.

## Inhalt
Inhalte der Serie, deren Handlung hauptsächlich in Güstrow spielt, sind neben medizinischen Notfällen vor allem zwischenmenschliche Beziehungen innerhalb des von Dr. Uta Federau geleiteten Ärzte- und Helferkollektivs sowie die privaten Schicksalsschläge der alleinerziehenden Ärztin.
Die Serie wurde nach der Wiedervereinigung unter anderem im MDR und im RBB wiederholt. Wiederholungen erfolgten 2006, 2009, 2012, 2016, 2019 und 2022. 2013 wurde die Serie auf DVD veröffentlicht.

## Episodenliste
| Nummer | Episodentitel    | Erstausstrahlung |
| ------ | ---------------- | ---------------- |
| 1      | Umschlag         | 18. März 1988    |
| 2      | Geisterrufer     | 25. März 1988    |
| 3      | Rückfall         | 1. April 1988    |
| 4      | Wiederbelebung   | 8. April 1988    |
| 5      | Verklemmung      | 15. April 1988   |
| 6      | Kuranwendungen   | 22. April 1988   |
| 7      | Verdachtsmomente | 29. April 1988   |

## Besonderheiten
Nicht zuletzt durch ihren Auftritt in der Serie Bereitschaft Dr. Federau wurde Uta Schorn zur beliebtesten Schauspielerin der DDR gewählt.
Für Karlheinz Klimt war Bereitschaft Dr. Federau die letzte in der DDR realisierte Fernsehserie. Die Serie Ihr Patient, Herr Kollege!? wurde wegen der Wende nicht mehr produziert.
Neben der 1978 produzierten tschechischen Serie Das Krankenhaus am Rande der Stadt und der DDR-Serie Zahn um Zahn von 1985 gehört Bereitschaft Dr. Federau zu den wenigen Arztserien, die in den damaligen sozialistischen Ländern gedreht wurden.